# Benjamín Berríos
Benjamín Rodrigo Berríos Reyes (Lo Barnechea, Chile, 9 de marzo de 1998) es un futbolista profesional chileno que  se desempeña como volante y actualmente milita en Everton de la Primera División de Chile.

## Trayectoria

### Colo-Colo

#### Temporada 2017
Debutó oficialmente en el primer equipo albo, bajo la dirección técnica de Pablo Guede, el 9 de julio de 2017, fecha en que Colo-Colo enfrentó a Deportes La Serena por el partido de ida de la primera fase de la Copa Chile de aquel año, compromiso que finalizó en derrota colocolina por 4 a 1 como visitante y en que el volante, de entonces 19 años y 4 meses, ingresó a los 65' de juego en reemplazo de Marcos Bolados, luciendo la camiseta número 34.
Hizo su estreno en Primera División el 22 de septiembre de 2017, ante Deportes Iquique por la Fecha 6 del Torneo de Transición, jugando como volante por derecha albos e iquiqueños igualarían 1-1 en el norte, saldría al minuto 88' por Carlos Villanueva, por la undécima jornada del torneo sufriría su primera expulsión como profesional en la polémica derrota por 1-0 contra Deportes Temuco jugado en el Estadio Germán Becker, esto sería al 50' tras recibir segunda cartulina amarilla. Ya en la última fecha del campeonato Colo Colo golearía por 3-0 a Huachipato en el sur con goles de Jaime Valdés, Octavio Rivero y Nicolás Orellana coronándose así campeones del fútbol chileno por 32ª vez, Berríos jugaría ese partido clave ingresando en el entretiempo por Luis Pedro Figueroa. Tendría la opción de abrir el marcador al minuto 66 tras tener de frente al arco pero el joven volante se pondría nervioso y mandaría lejos el balón.
Durante ese Torneo de Transición fue el jugador categoría sub-20 que mayor regularidad tuvo, al ver acción en cinco encuentros, tres de ellos en condición de titular, sumando un total de 297 minutos en cancha.

#### Temporada 2018
Hizo su estreno a nivel internacional el 27 de febrero de 2018, ingresando a los 69' de juego en reemplazo de Gabriel Suazo en el compromiso que enfrentó a Colo-Colo y Atlético Nacional por la primera fecha del Grupo 2 de la Copa Libertadores de aquel año, partido que terminó en victoria para el conjunto colombiano por 0 a 1.

### Everton
El 9 de enero de 2019 se oficializó su préstamo a Everton de Viña del Mar por 1 año. Parte con la camiseta número 21.

## Estadísticas

### Clubes
| Colo-Colo · Chile | 1.ª              | 2017             | 5  | 0 | 2  | 0 | — | — | 7  | 0 |
| Colo-Colo · Chile | 1.ª              | 2018             | 9  | 0 | 2  | 0 | 2 | 0 | 13 | 0 |
| Colo-Colo · Chile | Total club       | Total club       | 14 | 0 | 4  | 0 | 2 | 0 | 20 | 0 |
| Everton · Chile | 1.ª              | 2019             | 7  | 1 | 2  | 0 | — | — | 9  | 1 |
| Everton · Chile | 1.ª              | 2020             | 12 | 0 | —  | — | — | — | 12 | 0 |
| Everton · Chile | 1.ª              | 2021             | 20 | 1 | 8  | 0 | — | — | 28 | 1 |
| Everton · Chile | 1.ª              | 2022             | 3  | 0 | —  | — | — | — | 3  | 0 |
| Everton · Chile | 1.ª              | 2023             | 4  | 0 | 0  | 0 | — | — | 0  | 0 |
| Everton · Chile | 1.ª              | 2024             | 0  | 0 | 0  | 0 | — | — | 0  | 0 |
| Everton · Chile | Total club       | Total club       | 42 | 2 | 10 | 0 | 0 | 0 | 52 | 2 |
| Total en carrera | Total en carrera | Total en carrera | 56 | 2 | 14 | 0 | 2 | 0 | 72 | 2 |
| (1) Incluye datos de Copa Chile y Supercopa de Chile. (2) Incluye datos de Copa Libertadores. (3) No incluye goles en partidos amistosos. |                  |                  |    |   |    |   |   |   |    |   |

## Palmarés

### Títulos nacionales
| Título                    | Equipo           | País  | Año  |
| ------------------------- | ---------------- | ----- | ---- |
| Supercopa de Chile        | C.S.D. Colo-Colo | Chile | 2017 |
| Primera División de Chile | 2017-T           |       |      |
| Supercopa de Chile        | 2018             |       |      |